# Steven Hill
Steven Hill (nome artístico de Solomon Krakovsky em iídiche:  שלמה קראַקאָווסקי) (Seattle, 24 de fevereiro de 1922 – Nova Iorque, 23 de agosto de 2016), foi um ator norte-americano mais conhecido por seu papel como Adam Schiff na série Law & Order de 1990 a 2000 e como Dan Briggs na série Mission: Impossible (1966–1967). Por este último papel, Hill recebeu duas indicações ao Prêmio Emmy do Primetime de melhor ator coadjuvante em minissérie ou telefilme.
Foi um dos primeiros alunos da famosa escola Actors Studio.

## Biografia
Hill nasceu como Solomon Krakovsky, em Seattle, em 1922, em uma família de imigrantes judeus russos. Seu pai era dono de uma loja de móveis. Decidiu tornar-se ator depois aos seis anos depois de interpretar o protagonista em O Flautista de Hamelin.
Depois de se formar no ensino médio pela Garfield High School, em 1939, Hill (na época conhecido como Sol Krakovsky) ele ingressou na Universidade de Washington e serviu por quatro anos na Marinha dos Estados Unidos durante a Segunda Guerra Mundial. Com o fim da guerra, ele se formou na universidade e se mudou para Chicago e em seguida para Nova Iorque em busca de uma carreira como ator.

## Vida pessoal
Hill e sua primeira esposa, Selma Stern, se casaram em 1951 e tiveram quatro filhos, até se divorciarem em 1964. Hill se casou com sua segunda esposa, Rachel Schenker, em 1967 com quem teve mais cinco filhos. Hill morou na vila de Monsey, em Nova Iorque, por vários anos.

## Morte
Hill morreu em 23 de agosto de 2016, devido a um câncer, no Hospital Mount Sinai, em Nova Iorque, aos 94 anos. A causa da morte não foi divulgada e seu corpo foi cremado.